# Centre de recherches archéologiques et historiques anciennes et médiévales
Le centre de recherches archéologiques et historiques anciennes et médiévales (CRAHAM) est un laboratoire d'archéologie médiévale.
Initialement dénommé centre de recherches archéologiques médiévales (CRAHM), il prend le nom centre Michel de Boüard, son fondateur.

## Historique
Il est fondé par Michel de Boüard à l'université de Caen en 1954.